# Osenovets
Osenovets (bulgariska: Осеновец) är ett distrikt i Bulgarien.   Det ligger i kommunen Obsjtina Venets och regionen Sjumen, i den nordöstra delen av landet, 300 km öster om huvudstaden Sofia.
Trakten runt Osenovets består till största delen av jordbruksmark. Runt Osenovets är det ganska glesbefolkat, med 42 invånare per kvadratkilometer.